# La Dernière Question
La Dernière Question (titre original : The Last Question) est une nouvelle de science-fiction écrite par Isaac Asimov, parue pour la première fois en 1956. Elle fait partie des nouvelles qui forment l'univers de l'ordinateur de fiction Multivac.
Elle est publiée entre autres dans les recueils Le Robot qui rêvait et L'avenir commence demain, où elle porte le titre L'Ultime Question.

## Résumé
La nouvelle raconte le développement de l'ordinateur appelé Multivac à travers plusieurs scènes espacées dans le temps. Chacune reproduit le même schéma : après une discussion sur l'avenir de l'Humanité, deux personnes demandent à Multivac si un jour on arrivera à inverser l'entropie. Invariablement Multivac répond qu'il n'a pas de données suffisantes pour répondre significativement, et qu'il va rassembler plus d'informations.
Au fil du temps, Multivac évolue et devient plus performant. En s'alimentant de matière et d'énergie, il change progressivement de nom, pour marquer ses changements de dimensions : Microvac, AC Galactique, AC Universel, AC Cosmique, et enfin AC.
Un temps infini après la disparition de l'Homme et de l'espace-temps, AC trouve comment inverser l'entropie. N'ayant plus personne à qui répondre, ainsi que toute la matière et l'énergie de l'univers absorbées, une démonstration de la réponse lui paraît convenir. L'histoire se termine sur les mots « QUE LA LUMIÈRE SOIT ! », et la lumière fut…